# Edmond Louis Brocheton
Pour les articles homonymes, voir Brocheton.
Edmond Louis Brocheton, né le 16 novembre 1848 à Valenciennes et mort dans la commune voisine de Saint-Saulve le 4 octobre 1888, est un sculpteur français.

## Biographie
Edmond Louis Brocheton naît le 16 novembre 1848 à Valenciennes, son père est Augustin François Brocheton, trente-deux ans, né à Lille, et sa mère est Marie Thérèse Marlier, trente-cinq ans, née à Tournay en Belgique. Son frère Jules Henri naît trois ans plus tôt. Tous deux deviennent sculpteurs, tout comme le fils d'Edmond Louis, Edmond Jean Baptiste.
Il meurt à Saint-Saulve le 4 octobre 1888, son fils n'a que sept ans.

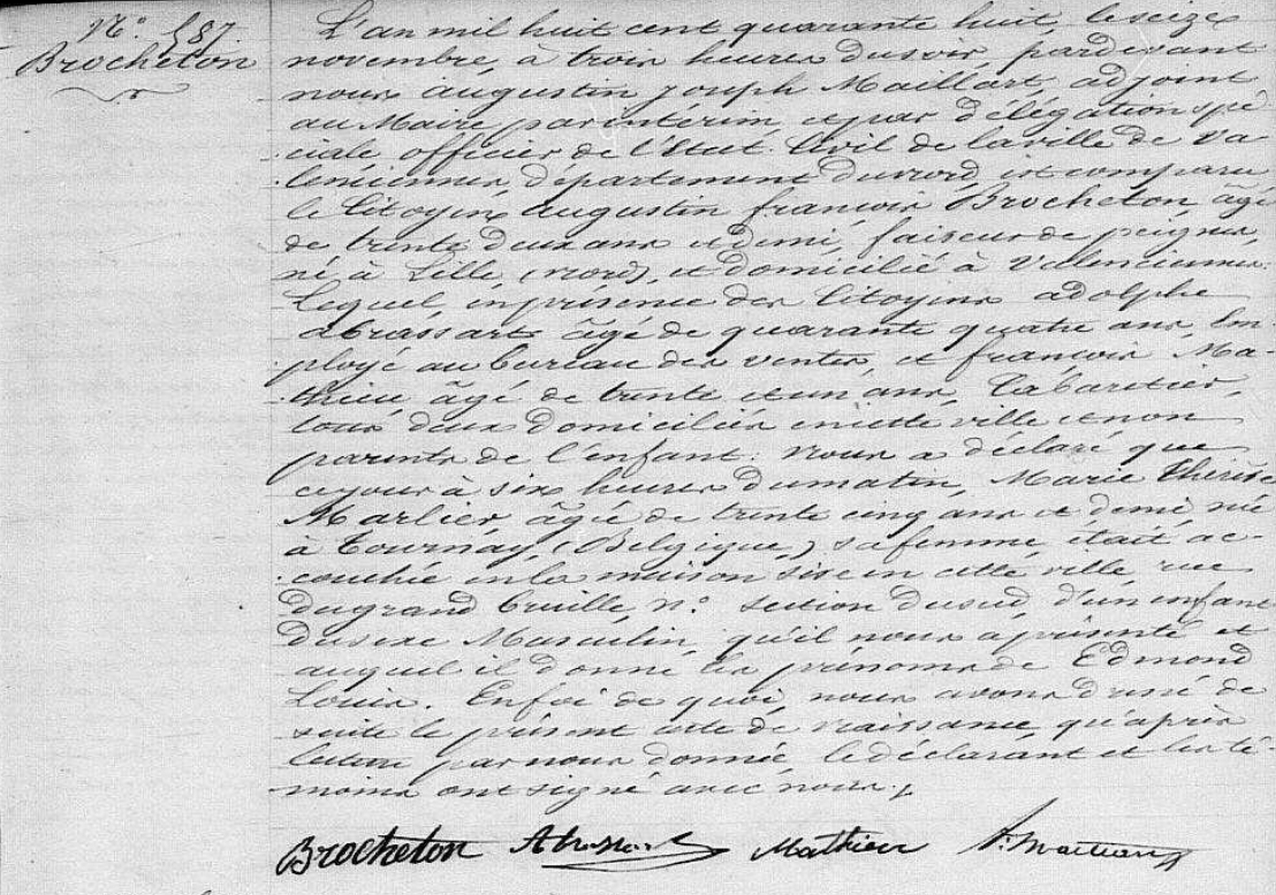
Son acte de naissance.
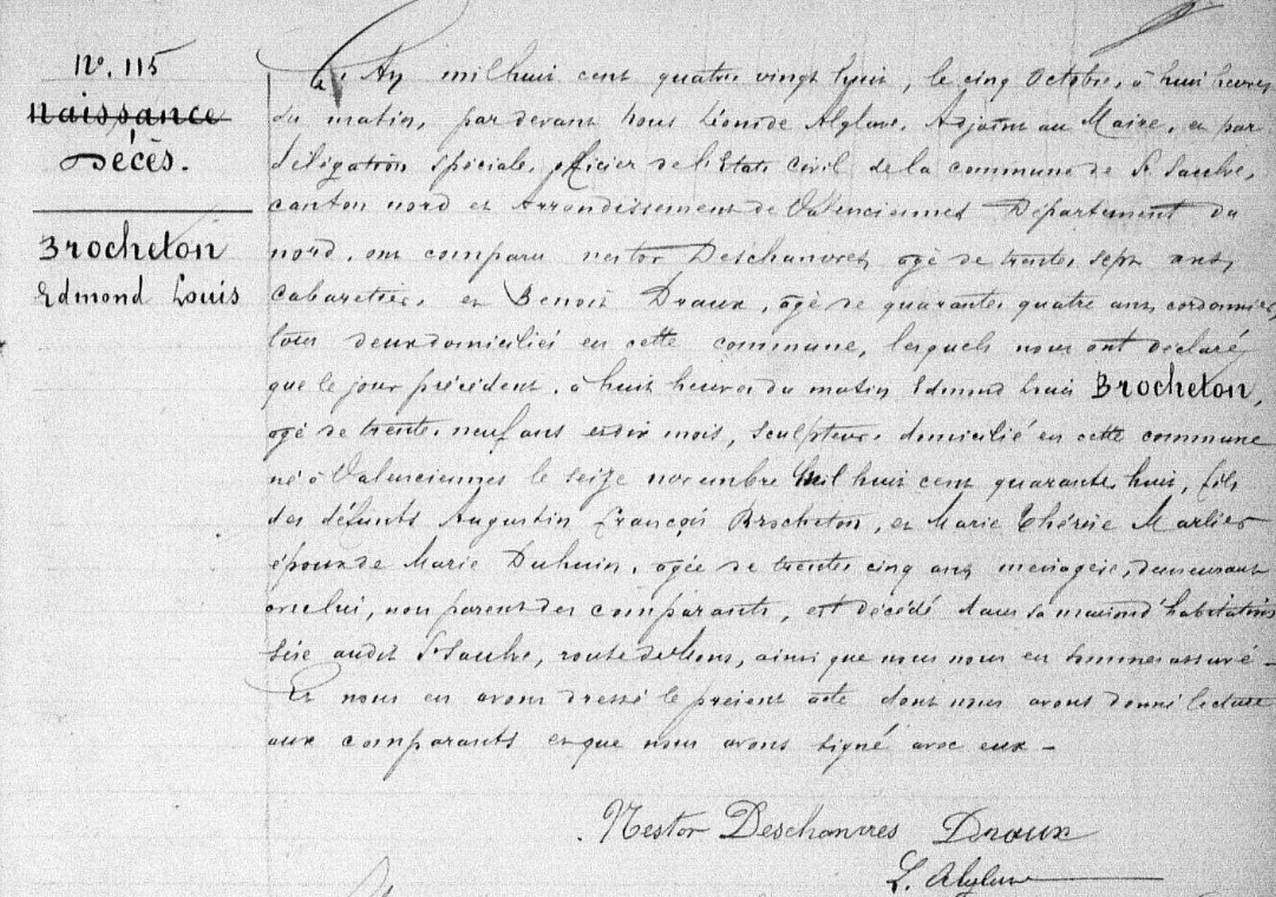
Son acte de décès.